# Národní jednoty
Národní jednoty byly nacionálními obrannými spolky. Společně se sesterskou organizací Ústřední maticí školskou spolupracovaly na podpoře hospodářského i kulturního života českých menšin v národnostně smíšených oblastech a v německých pohraničních oblastech na území českých zemí v dobách Rakouska-Uherska a po vzniku nové republiky taktéž na území Československa. Oba obranné spolky se podílely na utváření představy o nacionálním nepříteli. Národní jednoty vedly tzv. „národní boj” o domovské právo a považovaly Němce za „hosty” na jejich (českém) území, z čehož vycházelo i počešťování „zněmčeného území”. V dubnu 1939 byly sloučeny do tzv. Národní matice při Národní radě české.

## Vznik obranných spolků
Od poloviny 19. století se téměř všechny národy Rakouska-Uherska začínaly zajímat o svou národní identitu a prosazovaly se v sociálně-kulturním boji o zachování vlastního jazyka a kulturních tradic. Z tohoto důvodu začaly zakládat různé národnostní „obranné” spolky. Prvním českým obranným spolkem na území habsburské monarchie byla Matice česká založená 1. 1. 1831 a navázala ve své práci na „Sbor pro vědecké vzdělání řeči a literatury české” (1830). Vzhledem k tomu, že těžiště její práce tkvělo v ochraně českého školství, ostatní obranářské činnosti se věnovaly „Národní jednoty”. Po vzniku Československa se práce Matice české rozšířila a radikalizovala: „Nejen již na obranu, nýbrž na dobývání krajů pohraničních a národnostních ostrovů, odpůrci nám urvaných”.

## Národní obranná práce
Národní jednoty se zaměřovaly v Čechách a na Moravě výhradně na německá území a snažily se je počešťovat. Vynakládaly aktivitu při zakládání a podpoře českých škol v místech, kde pro nepatrný počet českých dětí nebylo podle zákona možné založit školu státní. Prováděly pozemkovou reformu tak, aby se půda nedostala do rukou Němců. Vyvíjely nátlak na úpravu národnostního klíče v továrnách a ve „sprostředkovatelnách práce” a při sčítání lidu. Agitovaly při volbách ve prospěch českých obecních kandidátů. Zastupitelstva v německých obcích se tak měla přesunout do českých rukou. Národní jednoty působily na státní úřady za účelem propouštění německých úředníků a následného dosazování úředníků českých. Dále na německém území zajišťovaly odborné přednášky, vydávaly českou vzdělávací národnostní literaturu, zakládaly a provozovaly knihovny, pořádaly národní slavnosti a výlety či jinak omezovaly závislost českých zaměstnanců na místních německých podnikatelích nebo posilovaly české národní uvědomění.
Od roku 1900 fungovala panslavistická Národní rada československá, jejíž ideovou podstatu šířila Matice česká i „obranné jednoty”. Své práce zveřejňovala v časopise Národní rada. U příležitosti generálního sněmu hraničářů, který se konal 2. dubna 1922 v Praze, byl založen Svaz Národních Jednot a Matic. Členy svazu tvořila Ústřední matice školská, Národní jednota severočeská, Národní jednota pošumavská, Národní jednota pro jihozápadní Moravu, Národní jednota pro východní Moravu, Slezská matice lidové osvěty, Matice opavská, Slovenská liga, Národní jednota slezská, Jednota československá a Národní jednota Komenský. Po Mnichovu se zapojily do pomoci českým uprchlíkům z pohraničí. V dubnu 1939 byly sloučeny do jednotné organizace Národní matice při Národní radě české.

### Seznam národních obranných jednot
- Národní jednota pošumavská v Praze, založená 21. června 1884[2]
- Národní jednota severočeská v Praze, založená 22. března 1885
- Národní jednota pro východní Moravu v Olomouci, založená 1885
- Národní jednota pro jihozápadní Moravu, založená r. 1886 v Telči a r. 1888 přemístěná do Brna.

#### České obranné spolky
- Ústřední matice školská
- Sokol

#### Německé obranné spolky
- Schutzverein
- Spolkový život Němců v českých zemích a v Československu
- Bund der Deutschen
- Deutscher Turnverband
- Deutscher Schulverein